# Thursania grandirenalis
Thursania grandirenalis är en fjärilsart som beskrevs av William Schaus 1916. Thursania grandirenalis ingår i släktet Thursania och familjen nattflyn. Inga underarter finns listade i Catalogue of Life.